# وینکلوزولین
وینکلوزولین (به انگلیسی: Vinclozolin) با فرمول شیمیایی C۱۲H۹Cl۲NO۳ یک ترکیب شیمیایی با شناسه پاب‌کم ۳۹۶۷۶ است. که جرم مولی آن ۲۸۶٫۱۱۰۷۶ g/mol می‌باشد. 